# 島袋勉
島袋 勉（しまぶくろ つとむ、1963年（昭和38年）4月24日 - ）は、沖縄県那覇市出身のランナー。2001年（平成13年）に踏切事故で両下腿を切断、以来両足に義足を装着しマラソンに挑む義足のランナーとして知られる。2012年（平成24年）からは京都マラソンの応援大使を務める。

## 概要
2001年（平成13年）、千葉県で踏切事故に遭い両下腿を膝下10cmの部分から切断、高次脳機能障害（記憶障害）を負うが、退院後は両足に義足を装着し各国のマラソンに参加してきた。2004年（平成16年）にトリムマラソン3kmに初挑戦したのを皮切りに、ニューヨークシティマラソン、バンクーバーマラソンなどに複数回参加している。2004年12月、ホノルルマラソン（フルマラソン、42.195km）を完走。以来「あきらめない習慣」を身につけるため走りつづけている。
困難を克服して挑戦し続けている前向きな姿が人々を感動させ勇気づけていると、琉球新報の第29回（2006年度）琉球新報社会活動賞を受賞。また2007年（平成19年）には人々に勇気をあたえて市民ランニングの普及・発展に貢献したとして、ランニング・ジョギング・マラソンの雑誌を発行するランナーズ社から「第20回ランナーズ賞」を受賞。2012年（平成24年）の第1回京都マラソン以来、同マラソンの応援大使を務める。